# ウェスタ (企業)
株式会社ウェスタ（Vesta,Inc.）は、日本の芸能事務所。所在地は東京都港区西麻布。一般社団法人日本音楽事業者協会正会員。
新型コロナウィルスにより、従業員他タレント・エキストラの給料ギャラ未払いのまま倒産。

## 所属タレント

### アーティスト
- アントニオ古賀

## 過去の所属タレント

### 芸能部
- 高野八誠
- 田鶴翔吾
- 永井里菜
- 後藤大
- 寧
- 齋藤隆成
- 咲嬉
- 中村繁之

## 制作
舞台制作業務なども行っていた。